# Арбузов, Александр Павлович
Александр Павлович Арбузов (1810—1878) — контр-адмирал Российского императорского флота.

## Биография
Родился 21 июня (3 июля) 1810 года в селе Борок Холмского уезда Псковской губернии (ныне Торопецкий район Тверской области) в семье морского офицера капитана 1-го ранга Павла Петровича Арбузова, который на шлюпе «Нева» совершил первое русское кругосветное плавание под командованием Ю. Ф. Лисянского. Имел четырёх братьев.
С 15 июня 1823 года воспитывался в Морском кадетском корпусе; в 1825 году был произведён в гардемарины. В 1828 году направлен в 42-й флотский экипаж Черноморского флота. Во время русско-турецкой войны 1828—1829 гг. командовал канонерскими лодками № 8 и № 9 на Дунае. Участвовал во взятии крепостей Тульчин и Силистрия, за что был награждён орденом Св. Анны 4-й степени с надписью «За храбрость».
В 1834 году был произведён производство в лейтенанты и переведён в 35-й флотский экипаж. В 1834—1838 годах на шлюпе «Диана», корабле «Варшава», корвете «Месемврия» и фрегате «Агатополь» Арбузов крейсировал у берегов Абхазии, после чего на бриге «Телемак» перешёл из Одессы в Константинополь. В 1838 году был награждён орденом Св. Станислава 4-й степени «в воздаяние отличного усердия, оказанного им при содействии к спасению загоревшегося 24 мая 1838 года турецкого военного корвета».
В 1840 году был переведён в 33-й флотский экипаж и назначен командиром тендера «Спешный», а в следующем году награждён орденом Св. Георгия 4-го класса за 18 морских кампаний. В 1844 году был назначен командиром шхуны «Вестовой» и через год произведён в капитан-лейтенанты. Командуя бригом «Неарк» и шхуной «Гонец», плавал в 1848—1850 годах у абхазских берегов.
В 1852 году служил в Николаеве помощником капитана над николаевским портом. В 1853 году переведён на Балтийский флот; в том же году произведён в капитаны 1 ранга и 16 декабря был назначен помощником Камчатского военного губернатора В. С. Завойко, капитаном над Петропавловским портом и командиром 47-го флотского экипажа. В 1854 году защищал Петропавловск-Камчатский от десанта англо-французской эскадры; обнаружил отличную распорядительность и храбрость, опрокинув неприятельский десант с Никольской горы к морю, чем и способствовал победе, заставившей неприятеля отступить от Петропавловска. Историк Е. В. Тарле образно назвал эту победу 1854 года «лучом света», который вдруг прорвался «сквозь мрачные тучи». Однако В. С. Завойко в своём рапорте умолчал о решающей роли А. П. Арбузова в обороне Петропавловска, как и об истинных заслугах командира фрегата «Аврора» капитан-лейтенанта И. Н. Изыльметьева и инженер-поручика К. И. Мровинского. Желая обнаружить эту несправедливость, Арбузов опубликовав «Замечания на статью г. Фесуна о Петропавловском деле» в «Морском сборнике» (1860. — № 10) и воспоминания «Оборона Петропавловского порта в 1854 году против англо-французской эскадры» в «Русской старине» (1870. — Т. 1).
В августе 1858 года А. П. Арбузов снова был переведён на Балтийский флот и назначен командиром форта «Князь Меншиков» в Кронштадте. В феврале 1860 года зачислен в резервный флот; 4 ноября 1863 года произведён в контр-адмиралы с увольнением от службы. До 1866 года он находился на гражданской службе в Пермской губернии.
Последние годы жизни провёл в городе Осташкове, где и скончался 14 (26) января 1878 года. Похоронен на кладбище Осташковского мужского Житенного монастыря.

## Награды
- орден Св. Анны 4-й степени с надписью «За храбрость» (1829)
- орден Св. Станислава 4-й степени (1838)
- орденом Св. Георгия 4-го класса за 18 морских кампаний (1841)
- бронзовая медаль на Георгиевской ленте